# Gustav Stinnes
Karl Gustav Stinnes (* 27. Juli 1863 in Mülheim an der Ruhr; † 8. November 1923 ebenda) war ein deutscher Kaufmann, Kommerzienrat und Amateursportler.

## Leben und Wirken
Gustav Stinnes wurde zusammen mit seinem Zwillingsbruder Leo Stinnes (1863–1933) als jüngster Sohn von Johann Gustav Stinnes (1826–1878) und seiner Frau Auguste Perez (1828–1902) in Mülheim an der Ruhr geboren. Er war der Enkel von Mathias Stinnes, der 1808 den Grundstein für das Familienunternehmen gelegt hatte, das erfolgreich im (Kohlen-)Handel und Bergbau tätig war.
Neben der Arbeit in der Firma seiner Familie engagierte sich der sportbegeisterte Gustav Stinnes bei der Gründung von Sportvereinen in seiner Heimatstadt Mülheim an der Ruhr, so etwa beim Turn- und Ruderverein des Städtischen Gymnasiums (1898), beim Wassersportverein Mülheim (1906) sowie beim Mülheimer Lawn-Tennis-Club (1891), später umbenannt in Mülheimer Tennisverein am Kahlenberg. Dieser gilt heute als einer der ältesten Tennisvereine Deutschlands.
Als aktiver Sportler war er nicht nur ein hervorragender Tennisspieler, sondern nahm auch regelmäßig an internationalen und nationalen Segelregatten teil. So konnte er bei der Kieler Woche 1906 mit seinen Booten „Glückauf III“ und „Glückauf IV“ insgesamt sechs Preise gewinnen, die ihm der Schirmherr Kaiser Wilhelm II. persönlich überreichte – angeblich mit den Worten: „Reißt denn ihr Glück immer noch nicht ab?“
Gustav Stinnes starb 1923 im Alter von 60 Jahren. Sein Zwillingsbruder Leo Stinnes überlebte ihn um 10 Jahre.

## Ehe und Nachkommen
Gustav Stinnes heiratete am 15. Dezember 1908 Désirée Scholz (1886–1936). Aus der Ehe gingen zwei Kinder hervor:
- Mathias (1910–1975)
- Désirée Auguste (1912–1978)